# Fabiana peckii
Fabiana peckii är en potatisväxtart som beskrevs av Gustavo Niederlein. Fabiana peckii ingår i släktet Fabiana och familjen potatisväxter. Inga underarter finns listade i Catalogue of Life.